# Teckengrad

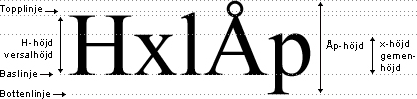
Typografiskt höjdsystem

Teckengrad avser storleken (graden eller höjden) i ett typsnitt som används i en text. Teckengraden motsvarar Åp-höjden i ett typsnitt.
Eftersom olika typsnitt har olika utformning av tecknen som ingår, kan två typsnitt som är skrivna i samma teckengrad ändå uppfattas som om de är skriva i två helt olika storlekar:
- Följande text är skriven i 12 pt Arial.
- Följande text är skriven i 12 pt Verdana.
- Följande text är skriven i 12 pt Trebuchet MS kursiv-stil.

Teckengrad kan mätas i en rad olika typografiska enheter, bland annat:
- punkt
- point
- cicero
- millimeter
- pica

## Åp-höjd
Inom typografin avser termen Åp-höjd avståndet mellan den översta delen av den versala bokstaven Å och den nedersta delen av den gemena bokstaven p hos ett visst typsnitt i en viss teckengrad (teckenstorlek). Utifrån värdet på Åp-höjden bestäms teckenstorleken hos typsnittet, exempelvis en text satt i 12 punkter har således en Åp-höjd på 12 punkter.
Termen Kp-höjd användes tidigare istället för Åp-höjd.